# زبیان داودل
زبیان داودل (انگلیسی: Zabian Dowdell؛ زادهٔ ۱۰ سپتامبر ۱۹۸۴) بازیکن بسکتبال اهل ایالات متحده آمریکا است.
از باشگاه‌هایی که در آن بازی کرده‌است می‌توان به فینیکس سانز، باشگاه بسکتبال گرن کاناریا، و باشگاه بسکتبال مالاگا اشاره کرد.